# How to Rap
How to Rap : The Art and Science of the Hip-Hop MC est un ouvrage spécialisé dans le hip-hop et le rap écrit par Paul Edwards. Il est rédigé à partir d'entretiens avec 104 rappeurs de renom qui expliquent comment ils écrivent et interprètent leurs paroles,,.
How to Rap 2 : Advanced Flow and Delivery Techniques est la suite du livre, également sur le hip-hop et le rap, de Paul Edwards. Il contient davantage d'informations tirées des entretiens réalisés dans le cadre du premier livre.

## Publication
How to Rap : The Art and Science of the Hip-Hop MC est publié par Chicago Review Press le 1er décembre 2009 avec une préface de Kool G Rap,,. Publishers Weekly déclare qu'il « aborde tous les sujets, des raisons pour lesquelles les rappeurs font du freestyle aux défis de la collaboration dans le hip-hop », et Library Journal déclare que « l'enseignement porte sur le choix des sujets et de la forme, l'édition, les techniques de rimes, la mise en musique des mots, la collaboration, les techniques vocales, les conseils de studio et la performance. »
How to Rap 2 : Advanced Flow and Delivery Techniques est également publié par Chicago Review Press le 1er septembre 2013 avec une préface de Gift of Gab de Blackalicious,. Dans la suite, les critiques notent qu'« Edwards demande à des experts des mots des conseils sur le rythme, la mélodie, la hauteur, la synchronisation, l'énonciation, la percussion, le jeu des personnages, les schémas de rimes, et les modèles de rimes. »

## Accueil
Le livre est accueilli favorablement par les critiques et les organes de presse. Le Library Journal le qualifie de « rempli d'outils réels et débordant d'inspiration... une bonne lecture même pour les non-artistes désireux d'en savoir plus sur la créativité, les personnalités et l'histoire du hip-hop, qui offre des aperçus sur la musique et la poésie. » Hip Hop Connection, lui, le qualifie de « guide complet de l'art et de l'artisanat du MC, quiconque souhaite sérieusement devenir rappeur devrait le lire en premier... une exposition vitale et vibrante d'une forme d'art très mal comprise », et Campus Circle lui attribue une « note A+ ».